# Люба Велич
Люба Велич (Величкова; болг. Люба Величкова; 10 липня 1913 — 1 вересня 1996) — оперна співачка-сопрано. Народилася в Борисово, Болгарія, навчалася в Софії та Відні, виступала в оперних театрах Австрії та Німеччини наприкінці 1930-х і на початку та в середині 1940-х років. У 1946 році отримала австрійське громадянство.
Найбільшу популярність принесла головна роль в «Саломеї» Ріхарда Штрауса, для якої її готував сам композитор. Її міжнародна кар'єра була короткою, початок затримала Друга світова війна, а її кінець прискорили проблеми з голосом. Виступати почала 1947 року в Лондоні і продовжила в Нью-Йорку у 1949 році, але кар'єра закінчилася в середині 1950-х років. Це сталося незадовго до часів, коли студійні записи опер стали звичайним явищем, і хоча деякі живі записи трансляцій збереглися, ця спадщина невелика.
З середини 1950-х років виконувала характерні ролі в операх і знімався в театральних виставах. Померла у Відні у віці 83 років.

## Біографія

### Ранні роки
Народилася в Борисово, Болгарія, і виросла на сімейній фермі з двома сестрами. Її інтерес до музики виявився ще в дитинстві; коли їй було вісім, одна з сестер подарувала їй скрипку, і деякий час вона хотіла стати професійною музиканткою. Після закінчення середньої школи в Шумені вивчала філософію в Софійському університеті, здобувши ступінь доктора філософії. У Софії співала в хорах, навчалася музики у Георгія Златева-Черкіна. Отримавши стипендію від держави поїхала до Відня на навчання у Тео Лієргаммера, професора співу в Державній академії.

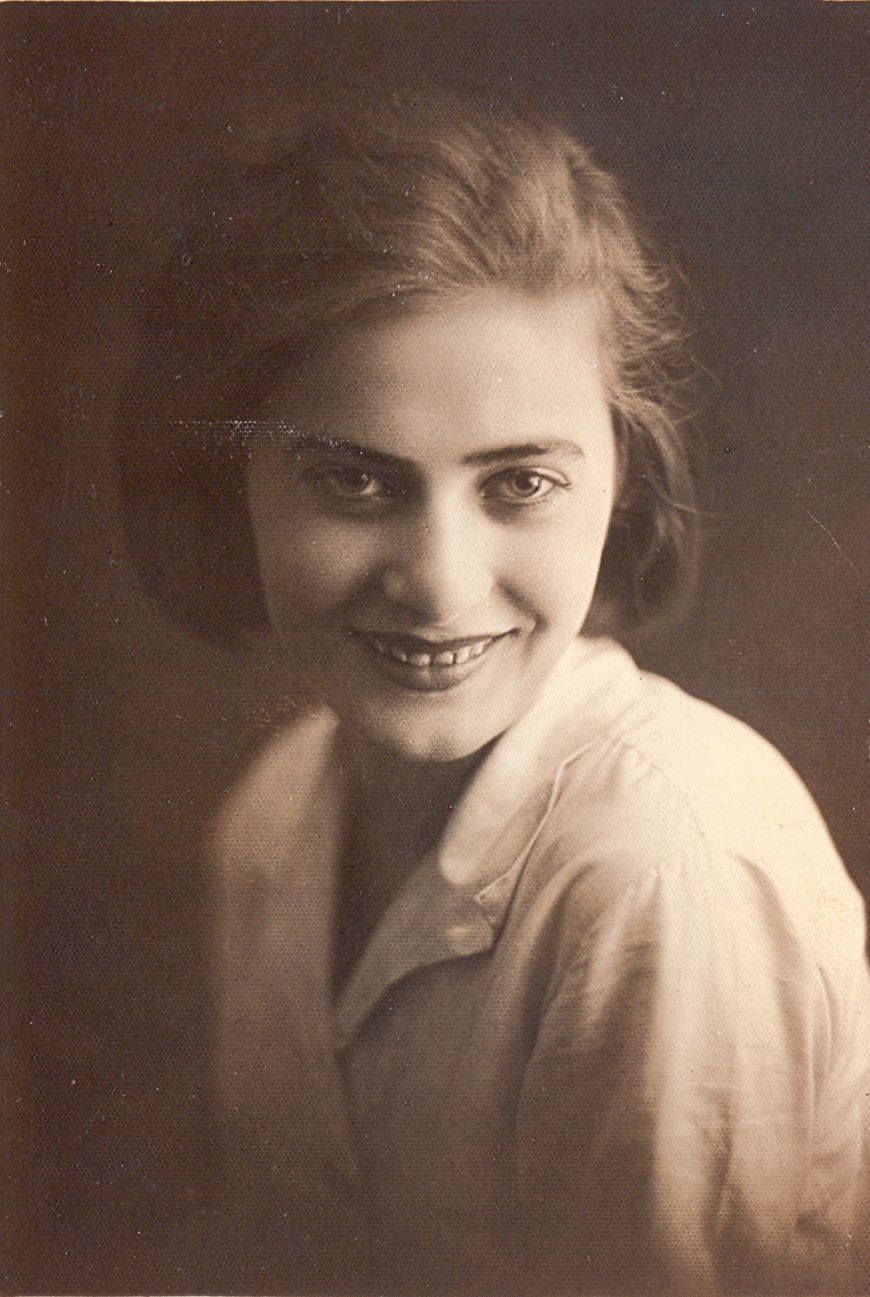
Велич на початку 1930-х років

Дебютувала в Софії у 1936 році, виконавши невелику партію «Луїзи». Її першою великою роллю стала Недда в опері Граца «Паяц» в тому ж році. Протягом наступних трьох років відточувала майстерність в трупі Граца, виконуючи надзвичайно широкий спектр ролей сопрано в операх композиторів від Моцарта до Вагнера, Гумпердінка, Пуччіні та Ріхарда Штрауса.
З того часу і до кінця Другої світової війни вона була членом оперних труп у Гамбурзі (1941—1943), Мюнхені та Берліні (1943—1946). Перебуваючи в Берліні, зіграла роль молодого композитора в «Аріадни на Наксосі» Ріхарда Штрауса. Штрауса вразила Велич; він домовився, щоб вона заспівала головну роль у новій постановці 1944 року його «Саломеї» у Віденській народній опері з нагоди його вісімдесятиріччя. Він допоміг їй підготуватися до ролі, з якою була тісно пов'язана. Вони працювали над твором шість тижнів перед виступом; Штраус щодня відвідував репетиції.
1946 року Велич прийняла австрійське громадянство. Вона стала ключовою серед групи співаків, яку оперний менеджер Франц Зальмгофер зібрав заради відновлення трупи Віденської державної опери наприкінці війни. У Відні вона ще більше розширила свій репертуар, додавши партії у французьких, німецьких, італійських та російських операх. Крім Саломеї, вона виступала у Відні у ролях Чіо-Чіо-Сан у «Мадам Баттерфляй» і Донна Анна в «Дон Жуані».

### Міжнародна кар'єра
1947 року Сальмхофер перевіз трупу до Лондона на запрошення Опери Ковент Гарден. Велич не була відомою британській публіці, але її виступи у «Симфонії № 9» Бетховена та «Реквієму» Верді під керівництвом Джона Барбіроллі добре сприйняли й потрапили у заголовки газет. У Ковент-Гардені в ролі Донни Анни та Саломеї вона справила сенсацію, затьмаривши свою колегу Марію Чеботар, з якою вона виконувала обидві ролі. Вона «зачарувала лондонську публіку пристрастю, чистотою вокалу та переконливою силою» своїх виступів. Перебуваючи в Лондоні, взяла участь у двох трансляціях опери Штрауса «Електра» під керівництвом Томаса Бічама в присутності композитора.
Девід Вебстер, директор Королівського оперного театру, визнавши талант Велич, залучив її у 1948—1953 роках для постановок «Аїди», «Богеми», «Саломеї», «Тоски» та «Винової кралі». У ті часи у Лондоні, як і у Відні, опери зазвичай виконувалися місцевою мовою, і Велич разом з іншими німецькими співаками, які виступали в Ковент-Гардені, мусила вивчати свої ролі англійською. Як Мюзетта в «Богемі», згідно з «Таймс», «частіше вона співала тих, хто грав Мімі поза сценою», хоча серед цих Мімі були Елізабет Шварцкопф і Вікторія де лос Анхелес. Коли Велич співала «Донну Анну» з Глайндборнською оперою на Единбурзькому фестивалі 1948 року, критик Френк Гоуз писав, що вона була тигром, який міг з'їсти і Дон Жуана, і Дона Оттавіо «і все одно вимагав ще». Того ж року співала в Симфонії № 9 Бетховена з Віденським філармонічним оркестром під керівництвом Вільгельма Фуртвенглера в Королівському Альберт-голі. 1949 року в Единбурзі виконала партію Амелії з «Балу-маскараду».

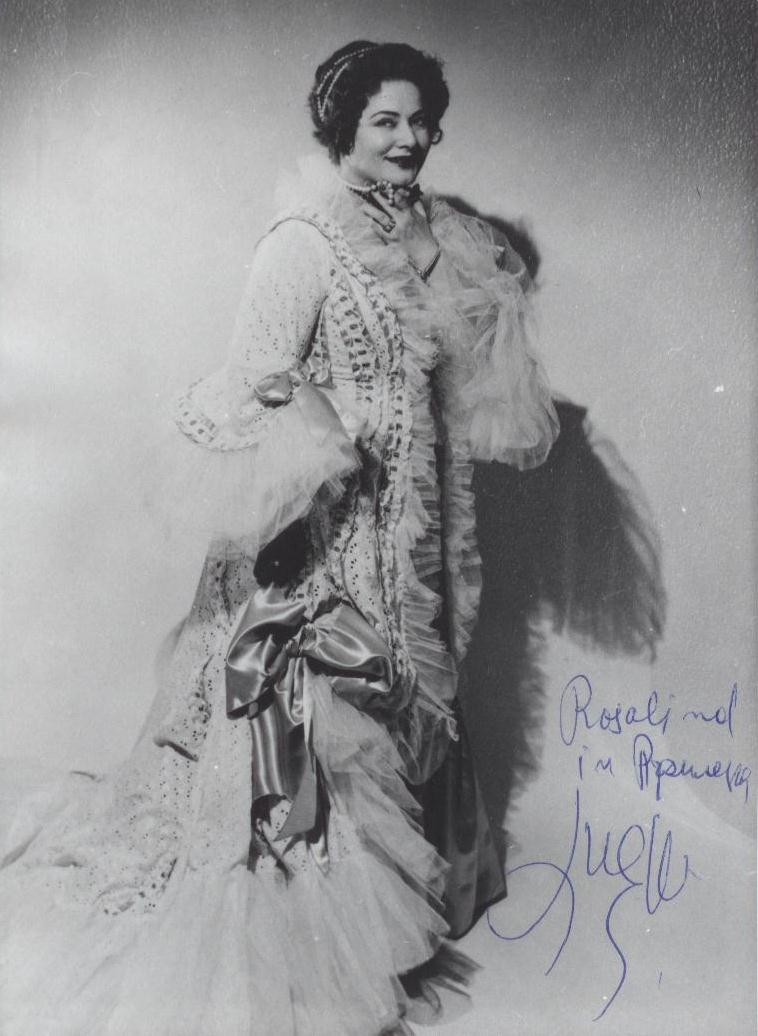
Велич у ролі Розалінди в «Кажані».

1949 року Велич дебютувала в Метрополітен-опера, Нью-Йорк, у «Саломеї»; також мала виступати у «Джанні Скіккі» Пуччіні, але в ній не з'явилася. Порівнюючи її з попередницями в ролі Саломеї, критик Ірвінг Колодін писав: «Ті, хто був кращим, не могли зрівнятися з вокальним виконанням міс Велич щодо милозвучності, ясності та сенсу, а ті, з ким порівнювали, не мали такої фізичної ідентичності з роллю. Q.E.D. Саломія міс Велич є обличчям Метрополітен». «Вараєті» похвалили спів й акторську гру Велич, але ппереважно зосередилися на її виконанні танцю семи покривал Саломеї: «Міс Велич справді поїхала в місто, виконуючи шиммі, у порівнянні з яким корифеї з 52-ї вулиці виглядають блідими, і це змусило глядачів Метрополітен задихатись». Історик Кеннет Морган писав:
Це був справді один із найяскравіших днів в історії Метрополітен-опера, оскільки виставу зустріли п’ятнадцятихвилинними оваціями, що було майже безпрецедентним в історії компанії. Нічого подібного до таких аплодисментів не чули в Метрополітен протягом цілого покоління, і про вплив цієї постановки не вщухали розмови роками пізніше.
У Метрополітен-опера Велич виконала ролі, за якими була знана в Лондоні, і додала Розалінду з «Кажана». 1972 року виконала роль герцогині Кракенторп у «Дочці полку».
Міжнародні виступи Велич проходили в основному у Відні, Лондоні та Нью-Йорку, залишалася вірною Грацу, де продовжувала виступати як гість. Її двічі запрошували до Ла Скали, але через велику кількість зобов'язань вона не змогла погодитися.

### Пізні роки
До 1953 року у Велич на голосових зв'язках з'явилися вузлики, які вимагали хірургічного втручання. Велика кількість виступів призвела до швидкого погіршення стану, і вона була змушена відмовитися від зіркових ролей, які показували її талант. Вона розраховувала на більш тривалу кар'єру і планувала виконати роль Ізольди за кілька років, хоча загалом не була у захваті від Вагнера. Критик Тім Ешлі зазначав, що прощання Велич з Саломеєю закарбовано в трилері Керол Рід «Людина між» 1955 року в сцені, яка розгортається в Берлінській державній опері під час вистави. «Ви бачите її лише на великій відстані, але цього достатньо, щоб отримати уявлення про те, якою вона була на сцені».
Велич все ж таки змогла виконати такі ролі, як-от Магда у «Ластівці» Пуччіні у Відні у 1955 році та записувати роль дуеньї Маріанни у постановці Герберта фон Караяна «Кавалера троянди» 1956 року. Вона успішно виступила в неоперній ролі як Джун у німецькому перекладі «Вбивства сестри Джордж» у Берліні у 1970 році.
Після виходу на пенсію Велич продовжували згадувати із захопленням і прихильністю. Продюсер Decca Джон Кулшоу 1967 року писав, що вона була бажаним гостем на сесіях звукозапису, і «одне з наших регулярних завдань — привозити копчену рибу до Відня для Велич». Вона була знана своєю гостинністю, і залишалася в центрі уваги публіки навіть на пенсії.
Велич була двічі одружена і двічі розлучалася; дітей не мала. Померла у Відні після кількох інсультів у віці 83 років.

## Критика

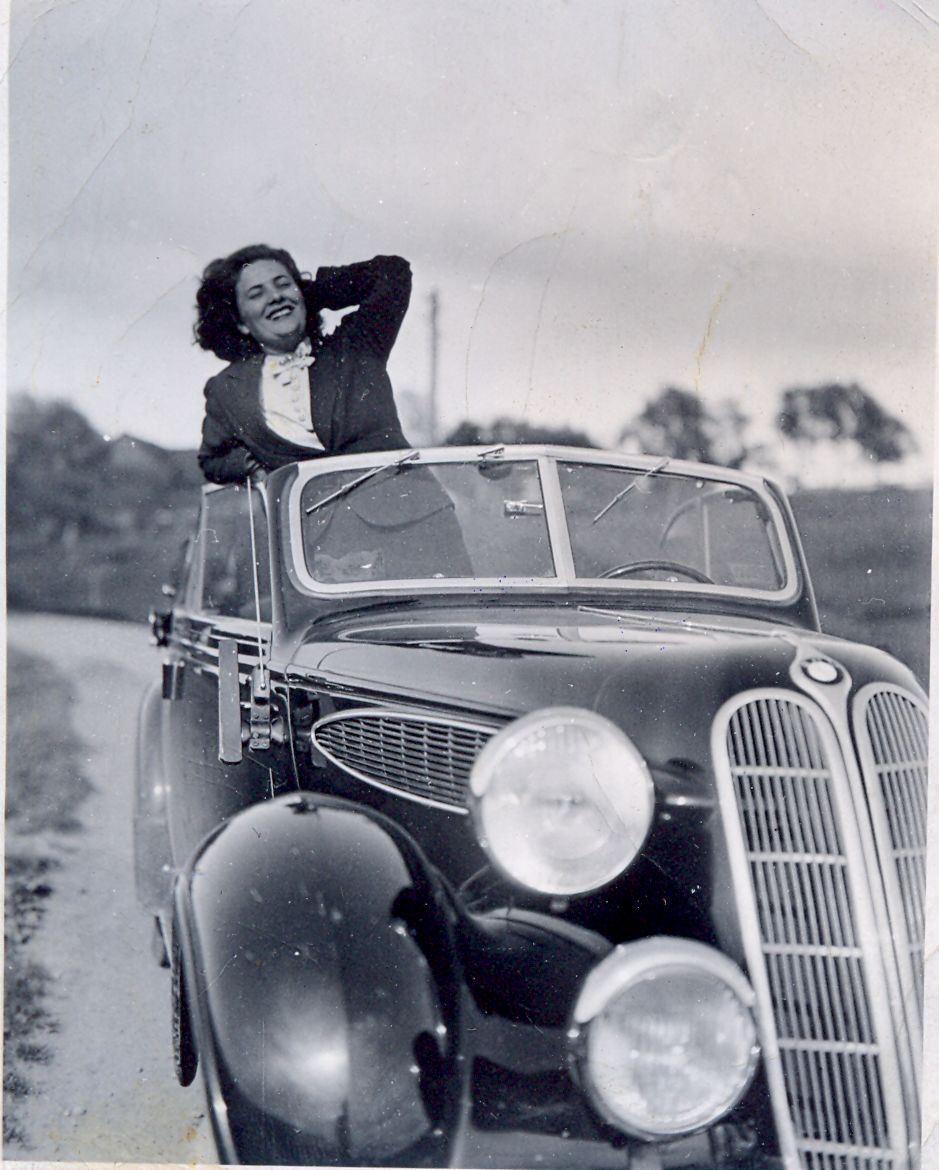
Велич 1939 року

1953 року, коли Велич була на піку кар'єри, лорд Гервуд, редактор журналу «Опера», сказав про неї:
Її спів має чистоту, яку можна описати лише інструментально – інструментальний, тобто в тому сенсі, що сам голос абсолютно рівномірний знизу вгору, а музична лінія цілком непорушна та незалежна від повсякденого міркування, як більше вдихнути.
Колега Гаревуда Гарольд Розенталь раніше висловлював серйозні сумніви, що записи можуть повною мірою передати майстерність Велич. Це був коментар 1949 року, коли Велич зробила лише кілька записів. Через якийсь час після свого виходу на пенсію, Дж. Б. Стін також зазначив, що записи, доступні на той час, їй не лестять:
Важко придумати голос із яскравішим блиском або співака з більшою енергією та більшим відчуттям радості від створення цих чудових звуків. Однак навіть тут можна зауважити, що про тонкість навряд чи йдеться; наприклад, у [«Кажанах»] Чардаш небагато спокусливості, яку Шварцкопф і Ґюден додали. І це обмежує більшість її найкращих робіт, навіть «Саломею», в якій вона справила таке зворушливе враження на своїх глядачів.
Пізніше Стін додав, що нещодавно знайдений живий запис трансляції 1944 року «показує молодий голос у всій його красі та передає, мабуть, найяскравіше враження від темпераменту виконання».
Невтішне судження Ірвінга Колодіна про красу Велич не поділяли інші критики. Філіп Гоуп-Воллес у статті «Найкрасивіша жінка, яку я знаю», назвав її «беззаперечно красивою, хоча й дуже індивідуальною», а Ешлі назвав її «неперевершеною оперною сексуальною богинею XX століття… водночас одна з найвидатніших співачок, які коли-небудь жили». Після її танцю семи вуалей у «Саломеї» художник у стилі пін-ап Джордж Петті поставив її на перше місце у своєму списку «найкращих оголених жінок світу».
Побачивши Велич в «Саломеї» Леонтина Прайс сказала, що оперна кар'єра стала метою її життя. У «Словнику оперних персонажів» видавництва Oxford University Press (2008) Джойс Борн пише: «Серед відомих Саломей, наприклад, Ема Дастіннова, Марія Єріца, Марія Чеботар, Крістель Гольц, Бірґіт Нільссон, Жозефіна Барстоу, Гільдегард Беренс і Кетрін Мальфітано, ймовірно, найвідомішою була болгарська співачка Люба Велич».

## Записи

### Повні опери
Міжнародна кар'єра Велич завершилася приблизно в той час, коли довгогральні записи стали основним носієм для записування. Вони відкрили шлях для повних записів великої кількості опер, але Велич надто рано пішла на пенсію, щоб бути частиною цього нового розвитку. Її єдиним студійним записом повної опери став «Кажан» (англійською мовою, без діалогів) для лейблу American Columbia, записаний у грудні 1950 року та січні 1951 року з тим самим акторським складом і диригентом, що й сучасна постановка Метрополітен-опера.
Планувався повний студійний запис «Саломеї» під диригуванням Фріца Райнера, але через брак коштів не здійснився. Повні живі записи Саломії, у її виконанні, були зроблені у 1949 і 1952 роках і вийшли на компакт-дисках. На першому записі Велич у кращій формі, але зі слабшим акторським складом другого плану, у порівнянні з записом 1952 року. Вийшли студійні й ефірні записи Велич у фінальній сцені «Саломеї». Найрозповсюдженішим був студійний запис 1949 року під керівництвом Райнера. Версія, згадана Стіном вище, була записана у Відні у 1944 році під керівництвом Ловро фон Матачича.
Інші ефірні записи повних опер за участю Велич — «Електра» (BBC, 1947), «Бал-маскарад» (Glyndebourne в Единбурзі, 1949) та «Аїда» («Метрополітен», 1949 та 1950). Живий запис «Дон Жуана» був зроблений на Зальцбурзькому фестивалі 1950 року під керівництвом Фуртвенглера з Тіто Гоббі в ролі Джованні, Велич в ролі Анни, Шварцкопфом в ролі Ельвіри та Ірмгард Зефрід в ролі Церліни. Він був виданий на CD.
Велич співає Маріанну у двох повних записах «Кавалера троянди». Також з'являється в італійському записі 1957 року під керівництвом Артура Родзінського.

### Оперні уривки
На початку 1946 року продюсер звукозапису Вальтер Легге, який шукав таланти у Відні, підписав Велич як артиста EMI. Для лейблу EMI Columbia вона записала арії, зокрема сцену листа Тетяни з «Євгенія Онєгіна», «Ritorna vincitor» з «Аїди», «Vissi d'arte» з «Тоски», вальс Мюзетти з «La bohème» і «Wie nahte mir der Schlummer» з «Вільного стрільця».
З оркестром Метрополітен під керівництвом різних диригентів Велич зробила студійні записи двох номерів із «Дон Жуана» у 1949 році, арій із «Кажана», «Циганського барона» та двох номерів із «Тоски» у 1950 році.
У червні 1950 року Велич у супроводі оркестру Віденської державної опери під керівництвом Рудольфа Моральта записав для Decca вісім арій Легара, Чайковського, Верді та Міллекера. Номери Верді співали італійською; арії Чайковського подано німецькою мовою.

### Пісні
Деякі записи (в основному) німецьких пісень, зроблені Велич у Нью-Йорку в супроводі фортепіано Пауля Улановського, тоді не видали, але вони вийшли на компакт-диску. Деякі або всі з них — пробні прогони для майбутніх записів. Серед них пісні Ріхарда Штрауса, «Пісні Рюккерта» Малера та пісні Шуберта, Шумана, Брамса, Олександра Даргомижського та Йосипа Маркса.

## Фільмографія
| Рік  |   | Українська назва                 | Оригінальна назва                 | Роль              |
| ---- | - | -------------------------------- | --------------------------------- | ----------------- |
| 1953 | ф | Чоловік посередині               | The Man Between                   | Саломія           |
| 1958 | ф | Дерева цвітуть у Відні           | Im Prater blüh’n wieder die Bäume | співачка          |
| 1958 | ф | Герої                            | Helden                            | Катаріна          |
| 1959 | ф | Арена страху                     | Arena of Fear                     | мама Елісон       |
| 1959 | ф |                                  | Liebe auf krummen Beinen          | Гертруда          |
| 1959 | ф | Голубка                          | La Paloma                         | Бет Маєр          |
| 1959 | ф | Лабіринт                         | Labyrinth                         | Люба              |
| 1959 | ф | Ти - чудовий                     | Du bist wunderbar                 | Івонна            |
| 1959 | ф | Моя племінниця не робила це      | Meine Nichte tut das nicht        | оперна співачка   |
| 1960 | ф | Фінальний акорд                  | Schlußakkord                      | Луїза             |
| 1961 | ф | Коханий самозванець              | Geliebte Hochstaplerin            | Шадвелл           |
| 1962 | ф |                                  | Eheinstitut Aurora                | місис Перл        |
| 1962 | ф | Чарівна Джулія                   | Julia, Du bist zauberhaft         | Доллі             |
| 1962 | ф | Дівчатам це подобається          | Das haben die Mädchen gern        | Вікторія          |
| 1963 | ф | Тітка Чарлі                      | Charleys Tante                    | баронеса          |
| 1964 | ф | Я навчився цього у батька        | Das hab ich von Papa gelernt      | Менеджер Нейман   |
| 1967 | ф | Солодкі гріхи сексуальної Сьюзен | Susanne, die Wirtin von der Lahn  | стара             |
| 1968 | ф | Рай швидких грішників            | Paradies der flotten Sünder       | баронеса          |
| 1974 | ф | Ніч у Венеції                    | Eine Nacht in Venedig             | фермерка          |
| 1975 | ф | Готель тисячі гріхів             | Ein echter Hausfrauenfreund       | менеджерка готелю |
| 1976 | ф | Мімоза теж хоче розквітнути      | Auch Mimosen wollen blühen        | леді Шотс         |

## Виноски
1. ↑  Серед її ролей Барбарина Моцарта, Керубіно та Сюзанна (Весілля Фігаро) і Фйорділіджі (Так чинять усі); Елізабет Вагнера (Тангойзер) й одна з валькірій (Валькірія); Гензель Гампердінка (Гензель і Гретель) і Гусятниця (Царські діти); Манон Пуччіні (Манон Леско) і Софі Штрауса (Кавалер троянди)[6]
2. ↑  Вона рішуче відмовлялася розглядати роль Брунгільди в Перстень Нібелунга, і коли запросили заспівати Сенту в Летючому голландці, вона вигукнула: "Я не німецька селянка: я сексуальна болгарка!"[5][10]
3. ↑  Вісім номерів: Легар Весела вдова: "Vilja-Lied"; Легар Циганська любов: "Hör ich Cymbalklänge"; Чайковський Винова краля: "Ich muss" і "Es geht"; Верді Бал-маскарад: "Ma dall'arrido"; Міллекер Дюбарри: "Ich schenk' mein Herz"; Легар Царевич': "Einer wird kommen"; і Верді Бал-маскарад: "Morrò, ma prima".[38]
4. ↑  Пісні Рюккерта і «Чотири останні пісні» Штрауса є в оригінальних версіях для фортепіанного супроводу. У першій, "Близько опівночі" - неповна, а "Liebst du um Schönheit" - пропущена[39]. Дві інші пісні Штрауса - "Die Nacht" і "Cäcilie". Чотири пісні Шуберта: "Gretchen am Spinnrade", "Die junge Nonne", "Liebesbotschaft" і "Die Forelle". Серед пісень Шумана "Widmung", "Mondnacht" and "Der Nußbaum". Пісні Брамса: "Die Mainacht", "Meine Liebe ist grün", "Vergebliches Ständchen", "He, Zigeuner; Hochgetürmte Rimaflut", "Lieber Gott, du weisst" і "Kommt dir manchmal in den Sinn". Решта п'ять пісень Даргомижського – "Mne grustno" (I Grieve), "Mel'nik" (The Miller) and "Gde tï, zvezdochka?" (Where Art Thou, Little Star?); і Маркса – "Hat dich die Liebe berührt" і "Valse de Chopin"[39].